# Filinia brachiata
Filinia brachiata är en hjuldjursart som först beskrevs av Rousselet 1901.  Filinia brachiata ingår i släktet Filinia och familjen Trochosphaeridae. Inga underarter finns listade i Catalogue of Life.